# Editorial Kairós
Editorial Kairós es una editorial española fundada en 1964 por Salvador Pániker y dirigida por su hijo Agustín Pániker, con sede en Barcelona, focalizada en el diálogo entre ciencia y espiritualidad, entre Oriente y Occidente, entre la razón y la intuición. Dispone de un fondo con más de 1000 títulos publicados, siendo una editorial de referencia para el público general interesado en las tradiciones de Oriente, en la psicología profunda, en el diálogo entre ciencia y mística o en el ensayo en general.

## Catálogo
- Biblioteca de la Salud
- Biblioteca Nueva Conciencia
- Clásicos
- Descatalogados
- En català
- Ensayo
- Enseñanzas
- Kairós Literatura
- Kairós | Vitae
- Nueva Ciencia
- Otras colecciones
- Psicología
- Religión, Cristianismo
- Sabiduría perenne
- Stock muy limitado
- Testimonio